# 洪昭男
洪昭男（1943年8月24日—），中華民國政治人物，中國國民黨籍，曾任立法委員（1981年－2005年），監察委員（2008年－2014年）。台灣戒嚴時期第一位公開要求釋放二二八受刑人的立委，成功促使二二八事件倖存之政治犯全數出獄。曾多次營救政治犯，以敢言著稱。鄭南榕《自由時代雜誌》譽其「每次總質詢都有銳利表現」，自立晚報則稱之為「清流」。

## 生平簡介
外交官出身，1979年美國與中華民國斷交後參選增額立委。洪昭男雖屬國民黨籍，在戒嚴時卻批判國府不遺餘力。如轟動一時的二二八受刑人案、陶百川事件平反、李鴻禧與孫立人信件消失案、台灣同鄉會與世亞盟等問題。曾營救「台中案」政治犯、推動解嚴與國會改選，也替黑名單人士作保，協助返鄉。被自立晚報譽為「立法院最後一股清流」、「立院獨行俠」。此外，在地方派系環伺的生態中，其獨行俠的形象獨樹一格。1986年因批判國民黨未獲省黨部立委提名，卻以形象清新獲蔣經國破例補提名，並以13萬高票當選立委。自1981從政到2004宣佈退休間，共連選連任8連霸（僅第7任為不分區），堪稱為台灣政壇的「九命怪貓」。由於幾十多年來所有與之競爭的地方派系均以失敗告終，洪昭男的8連任也直接促使派系政治在台中都會區的式微。
洪昭男在民間有相當聲望，曾先後獲民進黨政府(2005年)與國民黨政府(2008年)提名為監察委員；2008年經立法院同意，以第三高票(97票/113席)當選監察委員。監委期間，曾二度揭發糾正彰化縣長卓伯源家族掏空田中鎮農會案、糾正苗栗縣長劉政鴻大埔毀田案、主動調查彰化市市長溫國銘貪污圖利案而使全案曝光，溫國銘則遭檢方求處有期徒刑20年。
其長子洪子偉、次子洪子傑。

## 「警總圍剿陶百川事件」與「二二八受刑人案」
民國七十年九月，洪昭男在黨外雜誌《八十年代》撰文，就「岩灣黃炳欽凌虐致死案」、「李明烟凌虐案」、「警總華航804班機販毒案」與「陳文成命案」等四案批評警總。十月更提出陳文成等案質詢，施壓警總改由文官出任司令。十一月，警總司令汪敬煦被迫下台，但未由文官接任，僅由首位台籍司令陳守山出任。隔年三月，洪昭男又於《政治家》撰文討論如何改革警總
，並接受鄭南榕專訪，呼籲警總應公正公開。警總研判洪只是新科立委，背後應受到黨內自由派大老陶百川支持，故以「聲援美麗島事件叛徒」為由對陶發動圍剿，洪亦被列為「陰謀份子」監控。四月底，洪開始反擊，在立院提出緊急質詢痛批警總言論箝制，並首度提案要求警總到院備詢（整個戒嚴時期，警總從未到立院備詢），但至五月初連署過程並不順利，雙方陷入僵局。後由國民黨祕書長蔣彥士斡旋，安排洪與警總陳守山司令在「三軍軍官俱樂部」談判，以洪撤回提案交換警總讓步停止圍剿，而結束「陶百川事件」。
民國七十一年，「台中案」王如山的家屬找上洪幫忙，告知二二八事件仍倖存在監的政治犯可能還有30位，但人數、姓名無法確定。雖在資料準備期間備受各方阻撓，洪昭男於九月二十四日突破封鎖，在第七十會期第二次會議向行政院表示，依據刑法第七十七條：「受徒刑之執行而有梭悔實據者，無期徒刑逾十年後，有期徒刑逾二分之一後，由監獄長官呈司法行政最高官署，得許假釋出獄」。雖二二八受刑人在民國六十四年頒布犯罪減刑條例時曾接到辦理出獄的通知，但家屬興沖沖趕赴監所時，卻又遭受一次失望，這種殘酷捉弄，有多少人了解而寄予同情與不平？洪的質詢一出，輿論轟動。蘇秋鎮、黃志達、黃煌雄等立委亦陸續質詢。警總自知於法無據，開始偷偷將24位政治犯分批釋放。綠島王如山、王為清、李國民、吳約明，於民國72年2月10日農曆春節前依法假釋出獄，隨後陳列珍、王德勝、劉貞松、王永富、李振山、謝秋臨、洪水流、陳水泉、林書揚、王金輝、李金木、徐文贊，也在囚禁三十多年後重獲自由（惟這批最後釋放的政治犯是在1950年白色恐怖時期入獄）。洪昭男的質詢不但是國民黨的異數，更打破戒嚴三十多年之禁忌。後來鄭南榕再邀洪昭男接受封面專訪，卻導致該期遭查禁，洪亦遭整肅。

## 「開放人道探親」與「雙重承認」
1987年洪昭男、趙少康於院會要求改變「三不政策」，並首度要求開放大陸探親。據時任蔣秘書的馬英九回憶，對這樣的聲音，蔣於當年三、四月間突然找他詢問對開放探親的看法，馬則於六月呈報由兩岸紅十字會負責探親草案。台灣解嚴後，11月洪昭男、黃主文、趙少康等人再度邀請國民黨秘書長馬樹禮在台北來來大飯店談論國是，力陳開放大陸探親必要性與急迫性。馬樹禮秘書長當場允諾報告「層峰」(蔣經國已陷入昏迷)。一週後，行政院院會通過開放大陸探親政策，兩岸人民恢復往來。
雖獲蔣經國賞識，洪立委依舊抨擊政府以「漢賊不兩立」為由拒絕出席1987亞銀年會等國際會議。1992年更在院會質詢郝柏村時要求改變「一中政策」並主張「雙重承認」，承認「中華人民共和國」為獨立於中華民國之外另一國家之事實（媒體稱之「兩個中國」），惟不為當時李登輝政府所接受。1998年姚立明、郝龍斌、高惠宇為首的新黨「十人小組」亦提出「一中兩國」，同遭反對而夭折。直到1999年李登輝總統提出「兩國論」為止，洪昭男可視為是國民黨內推動「雙重承認」的主將之一。

## 「本土派奧援」與「政治生涯轉捩」
洪昭男因批判警總與一中政策，常受本土派與部分獨派的奧援。例如1982年被警總列為「陰謀份子」後，鄭南榕特地為他專訪。1985年質詢「江南案」遭主流媒體封鎖時，只有《自由時代雜誌》勇於報導。後來洪昭男探視美麗島政治犯，也是由《自由時代雜誌》協助讓外界得知施明德獄中絕食實況。1984年因批判國民黨而未獲立委提名，包括自立晚報李永得在內的黨外記者以特稿聲援，迫使蔣經國在輿論壓力下破天荒補提名。另外，坐牢33年的白色恐怖受難者王如山父子在1986年公開替洪昭男站台助選。解嚴後，鄭邦鎮(前建國黨主席)也曾向中選會登記為洪昭男的正式助講員。洪昭男也是集思會中唯一連任成功者，與李登輝亦有交情。
洪的政治生涯在1997年臺中市長選舉失利後走下坡，該年選舉大環境對國民黨不利，加上投票夕前黨部未獲授權下，擅自以洪名義發新聞稿攻擊民進黨文宣部主任陳文茜，稱其沒資格當「北港香爐」而是「路邊尿桶」引起女性、中間選民反感而敗給張溫鷹。選後洪受邀上陳文茜節目和解，公開反對黨部人身攻擊。市長失利後，老將洪昭男再度連任立委，並於政黨輪替前後，多次代表國民黨提釋憲案（「反對國民大會代表延任釋憲案」1999、「核四釋憲案」2000）。由於個性內斂硬頸，屢次在國民黨黨內爭取立院正副院長居下風。2002年以僅次於王金平的立院資歷爭取政策會執行長失利而萌生退意，並於2004正式宣佈退休交棒予年輕新秀。

## 外部連結
- 立法院 （页面存档备份，存于）
- 中研院台灣戰後歷史年表
- 地方政治生態與選舉關係之研究以台中市立法委員為例 (廖峻宏撰)
- 全民公評監委洪昭男 （页面存档备份，存于）